# Salicorne japonaise
Espèce
La salicorne japonaise, algue de terre, Salsola komarovii (Iljin) est une plante endémique des littoraux salins d'Extrème Orient, cultivée au Japon et en Corée pour son usage alimentaire.

## Dénomination
Le genre Salsola groupe des plantes halophytes de prés salés, sur le littoral marins sablonneux, Salsola signifie sel. Elle a souvent été classée dans la familles des Chenopodiaceae, son appartenance aux Amaranthaceae est admise. Salsola komarivii Iljin a été décrite par Modeste M. Iline dans Botanicheskiĭ Zhurnal SSSR 18: 276 en 1933. Komarovii se réfère au taxonomiste végétal russe Vladimir Leontevich Komarov.
Synonyme: Kali komarovii (Iljin) Akhani & E. H. Roalson, comb. nov.
Dans les diverses langues des pays d'origines: En chinois 无翅猪毛菜 (Wú chì zhū máo cài) Salsola aptère, en russe Солянка Комарова (Solyanka komarova), en japonais オカヒジキ (Okaijiki) ou ミルナ (milna) 水松菜 moutarde d'eau, en coréen 수송나물 (Susongnamul). Le japonais oka hiziki vient d'algue de terre hiziki = Hizikia fusiformis (Harvey) Okamura.
En anglais, Hill hijiki, Japanese saltwort, Land seaweed, Russian thistle.

## Description
Plante annuelle glabre; tiges étalées ou montantes, port étalé très ramifié en forme de couronne. Les jeunes feuilles présentent une anatomie de Kranz avec deux couches de chlorenchyme à la périphérie. Largeur de 10 à 30 cm. Hauteur 20 à 50 cm. Chromosome 2n=36

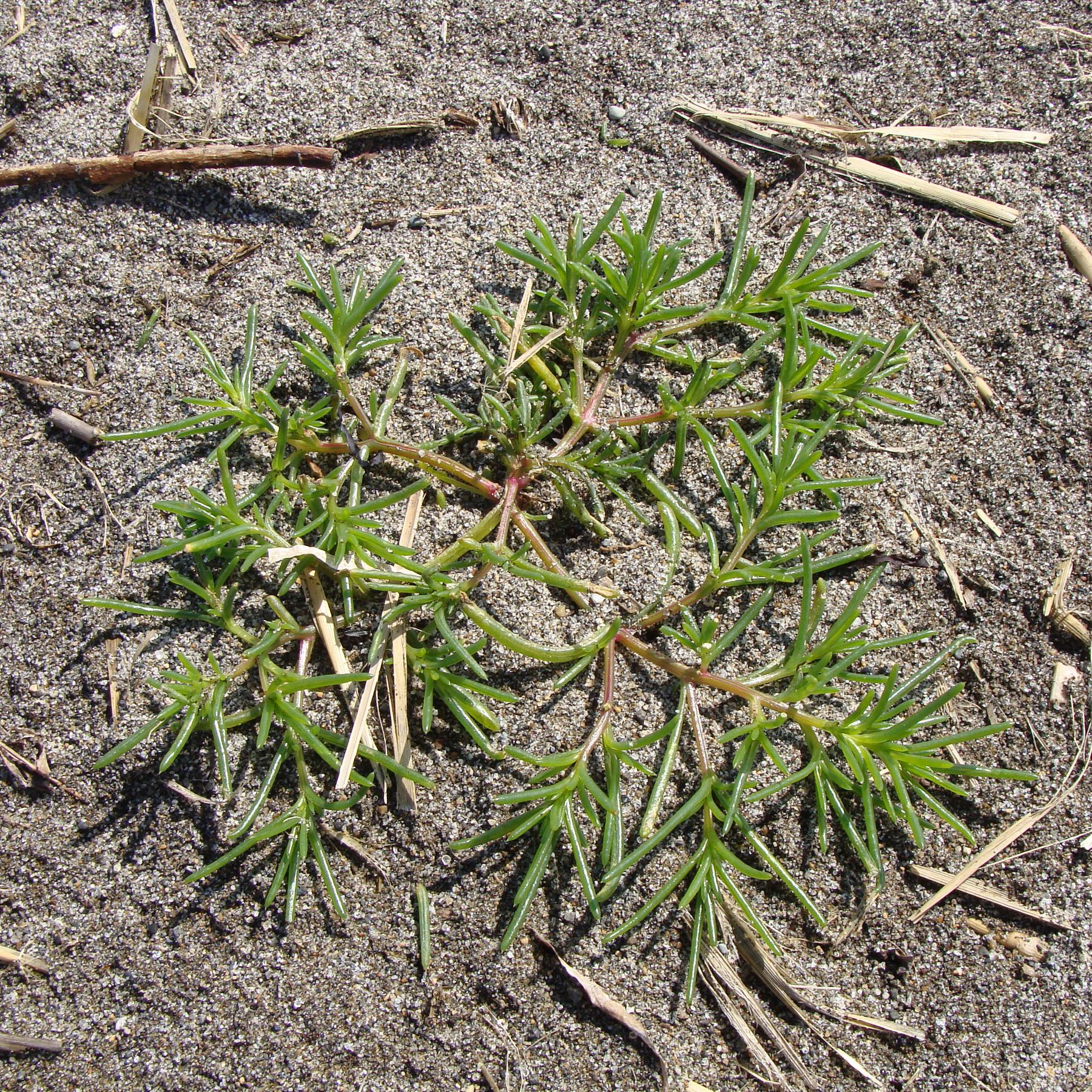
Port étalé sur sol sableux

Feuilles charnues alternes, vertes, allongées cylindriques de 1 à 2,5 cm de long. Inflorescence en forme d'épi, poussant sur la partie supérieure des branches avec des fleurs solitaires de 4 à 5 mm de long. La floraison a lieu en juillet-aout et la fructification en aout-septembre. Fruit strié d'environ 2 mm de diamètre avec des graines aussi grosses que le fruit, il en existe 2 formes, une aux tépales lignifiés brun foncé, à ailes longues et graine verte; l'autre, aux tépales lignifiés brun clair, à ailes courtes et à la graine jaune.

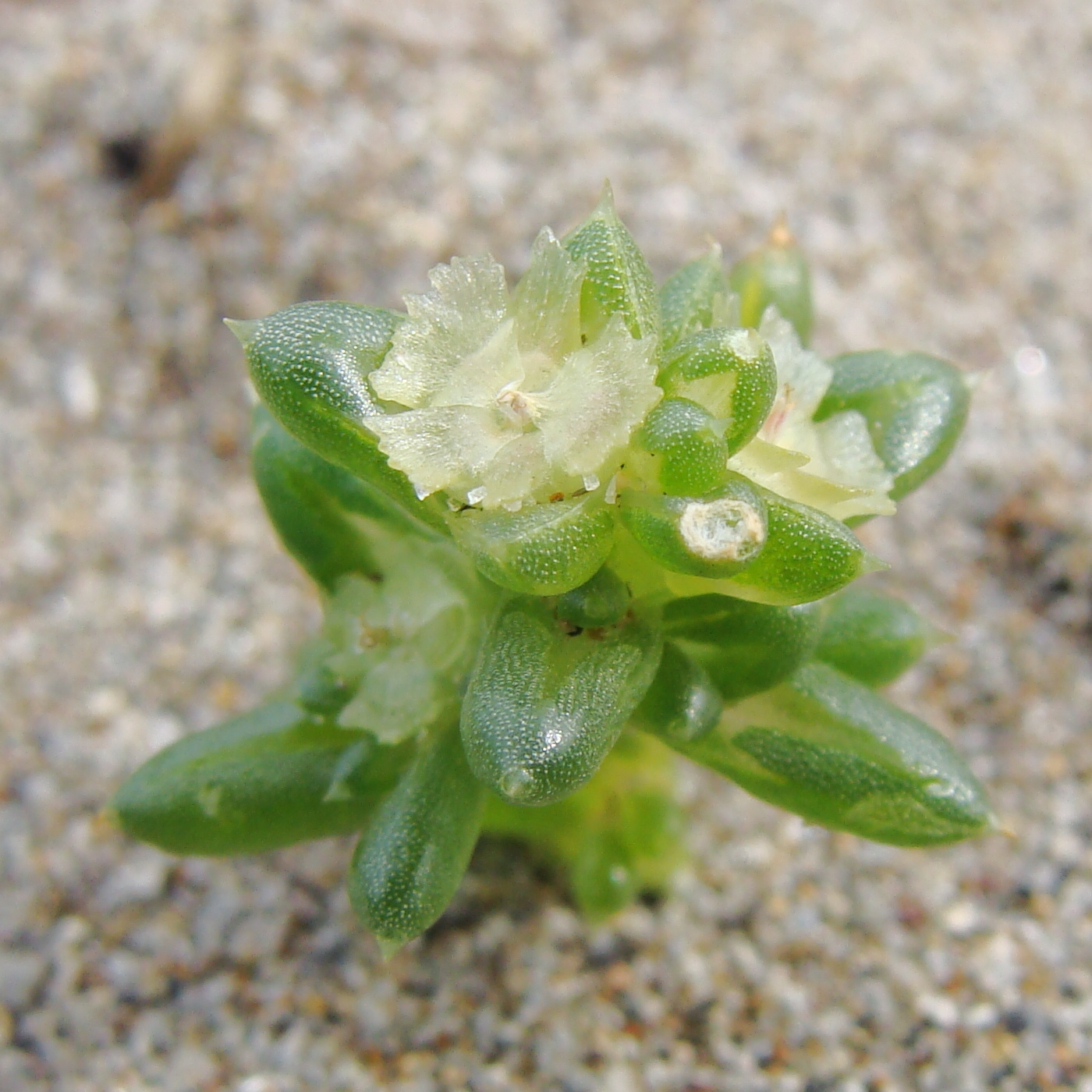
La fleur

### Habitat
Le long des plages sablonneuses: Hokkaido, Honshu, Shikoku, Kyushu, Corée, Mandchourie, nord de la Chine: Hebei, Heilongjiang, Jiangsu, Jilin, Liaonin, Shandongg et Sakhaline, Sibérie, Mongolie-Intérieure. Elle serait présente en zone méditerranéenne depuis le XIIe siècle, elle y est connue en Italie comme agretti, source de confusion avec Salsola soda, roscano ou barba di frate homonymes dans cette langue.

### Culture
Les jeunes feuilles et les jeunes tiges sont consommées à la fin du printemps. La plante est cultivée  en annuelle (semis avril-mai) en sol sablonneux, elle ne supporte pas le sol acide, elle demande un arrosage à l'eau salée. La dormance des graines est rompue par un séjour à basse température, la germination intervient entre 10 et 30 °C. Elle est capricieuse et varie selon le type de graine, les graines du type ailes courtes perdent leur capacité germinative un an plus tard que celle du type à ailes longues. La croissance initiale est lente (on la cultive sur film afin d'éviter les herbes qui croissent plus vite qu'elle), les tiges durcissent si le sol s'assèche.
Sa culture sous serre est une spécialité de la région d'Okitama, préfecture de Yamagata.

### Aspect nutritionnel et fonctionnel

#### Constituants

Effet des extraits de Salsola komarovi sur les lésions de la muqueuse gastrique chez le rat (E et F: extraits alcooliques à 500 mg/kg)

Une synthèse sur les constituants connus des plantes du genre Salsosa a été publiée en 2022. Elle mentionne son utilisation en ethno médecine avec pour indication l'hyperpyrexie, l'hypertension, l'inflammation, la jaunisse et les maladies gastro-intestinales. L'extrait au méthanol des parties aériennes donne 5 glycosides de lignane, 7 glycosides de mégastigmanes, 7 composés phénoliques flavonoïdes: la rutine, l'isoquercitrine, le kaempférol, l'isorhamnétine, l'astragaline, lisorhamnétine, l'isorhamnétine.

#### Potentiel santé
Des effets anti-inflammatoires sont attribués à la rutine, l'isoquercitrine, l'astragaline et l'isorhamnétine via la diminution significative la production d'interleukine IL-6 induite par les lipopolysaccharides.
Une étude coréenne (2014) montre potentiel thérapeutique in vitro pour les troubles neurodégénératifs (maladie de Parkinson, maladie d'Alzheimer et la polyneuropathie diabétique) sans toxicité cellulaire significative. Elle a été suivie par une recherche de la possibilité de développer un ingrédient actif pour les aliments fonctionnels en vue d'améliorer les troubles cognitifs légers et la perte de mémoire (effets régulateurs des facteurs liés à l'autophagie, à l'apoptose et aux antioxydants via le processus de phosphorylation de l'AKT Akt signaling pathway).

#### En cuisine
La salicorne japonaise est largement consommée en salade crue ou après avoir été blanchie, sinon en légume de garniture, les feuilles cuisinées accompagne les plats de pâtes ou de riz, on les sert frites en tempura et elles sont ajoutées aux soupes. Crue elle a un goût salé, une saveur douce et une texture croquante. En Russie, elle est appréciée cuite à la vapeur avec un peu de citron et d'huile d'olive, ne pas confondre avec Солянка (Solyanka) qui est une soupe aigre-salée et épicée.
En Italie elle est consommée cuite.